# Велда Сити (Мисури)
Велда Сити (енгл. Velda City) град је у америчкој савезној држави Мисури.

## Демографија
По попису из 2010. године број становника је 1.420, што је 196 (-12,1%) становника мање него 2000. године.
| Група             | 2000.         | 2010.         |
| Белци             | 49 (3,0%)     | 42 (3,0%)     |
| Афроамериканци    | 1.552 (96,0%) | 1.355 (95,4%) |
| Азијати           | 0 (0,0%)      | 1 (0,1%)      |
| Хиспаноамериканци | 14 (0,9%)     | 7 (0,5%)      |
| Укупно            | 1.616         | 1.420         |